# Acidithiobacillales
Los Acidithiobacillales son un orden  de proteobacterias con solo dos géneros, colocados en respectivas familias. Originalmente ambas estaban incluidas en el género Thiobacillus, pero no se relacionaban con la especie tipo, yendo hacia las beta proteobacteria.
Anteriormente se clasificaban como parte de las gammaproteobacterias, pero los análisis filogenéticos han sugerido que esta totalmente separado de las restantes gammaproteobacterias, por lo que ahora se le clasifica en su propia clase Acidithiobacillia.
- Datos: Q149934
- Multimedia: Acidithiobacillales / Q149934
- Especies: Acidithiobacillales